# Шарль де Гіз, кардинал Лотаринзький
Шарль де Гіз, також Карл де Гіз (фр. Charles de Guise, cardinal de Lorraine; 17 лютого 1524, замок Жуенвіль — 26 грудня 1574, Авіньйон) — французький аристократ з роду Гізів, кардинал Лотаринзький, архієпископ Реймський (1538—1574), єпископ Мецький (1550—1551). Був найбільш впливовою людиною при дворі короля Франциска II, але після його смерти втратив свої позиції.

## Життєпис
Народився 17 лютого 1524 року в родинному замку Жуенвіль. Батько — герцог Клод де Гіз, мати — Антуанетта де Бурбон-Вандом. У сім'ї був другою дитиною. Старший брат — Франсуа де Гіз, противник гугенотів, засновник Католицької ліги.
Завдяки панівному становищу родини у 14 років став архієпископом Реймса. Був дядьком Марії Стюарт — шотландської королеви, а в той час — дружини великого дофіна та пізніше французького короля Франциска II. Завдяки цьому мав великий вплив при королівському дворі.
27 липня 1547 року отримав від Папи Римського Павла III кардинальську шапку та став папським кардиналом. Підтримував гуманістичні ідеї сучасників, займався розвитком освіти. 1548 року заснував Реймський університет. Підтримував аугсбурзьке сповідання. Під його впливом Папа Павло IV оголосив Карлові V та Філіпові II війну.
Після смерти Генріха II став впливовою особою при Франциску II та фактичним (разом із братом) правителем Франції. Офіційно обіймав посаду суперінтенданта фінансів. Жорстоко розправився з членами Амбаузької змови.
Брав участь у Тридентському соборі в 1562 році. Спочатку грав важливу роль у боротьбі проти Папи Римського, а потім — на боці Римської курії.
Після смерти Франциска II та брата Франсуа Шарль де Гіз покинув Париж та переїхав до Реймса, хоча зберіг вплив при королівському дворі Карла IX. Як і брат, був жорстким противником гугенотства, намагався створити у Франції інквізицію.
Помер у Авіньйоні в 1574 році. Похований у Реймському соборі.

## У культурі
- Карл де Гіз — герой роману Александра Дюми «Дві Діани».